# Micardia pulchrargenta
Micardia pulchrargenta är en fjärilsart som beskrevs av Felix Bryk 1942. Micardia pulchrargenta ingår i släktet Micardia och familjen nattflyn. Inga underarter finns listade i Catalogue of Life.